# Kleiner Rosen-Lauch
Der Kleine Rosen-Lauch (Allium oreophilum, Syn.: Allium ostrowskianum Regel), auch Zwerg-Rosen-Lauch, Rosen-Zwerglauch und Rosen-Lauch genannt, ist eine Pflanzenart aus der Gattung Lauch (Allium) in der Unterfamilie der Lauchgewächse (Allioideae) innerhalb der Pflanzenfamilie der Amaryllisgewächse (Amaryllidaceae). Er ist im Kaukasus und in Zentralasien verbreitet und wird häufig als Zierpflanze verwendet.

## Beschreibung

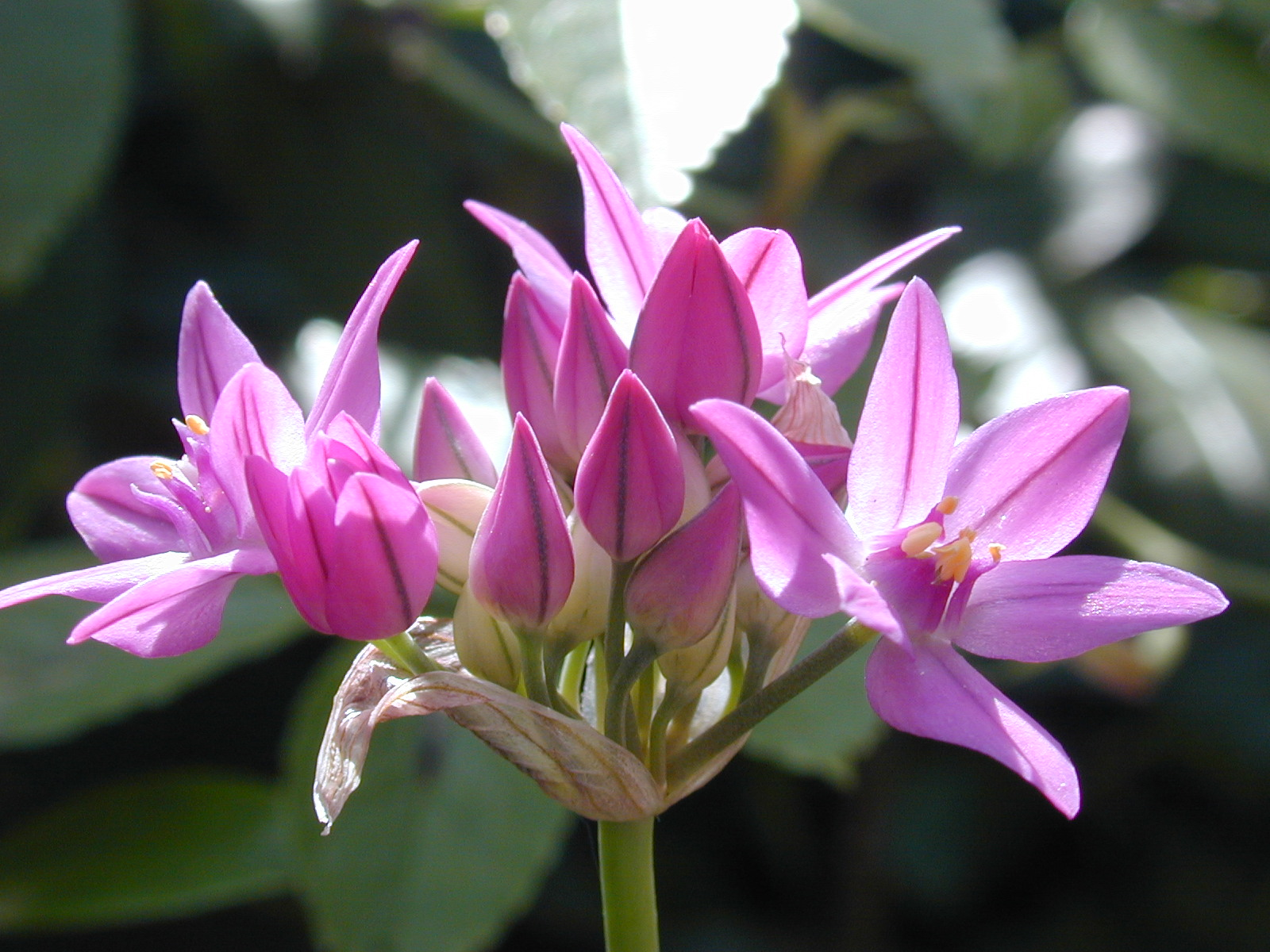
Blütenstand

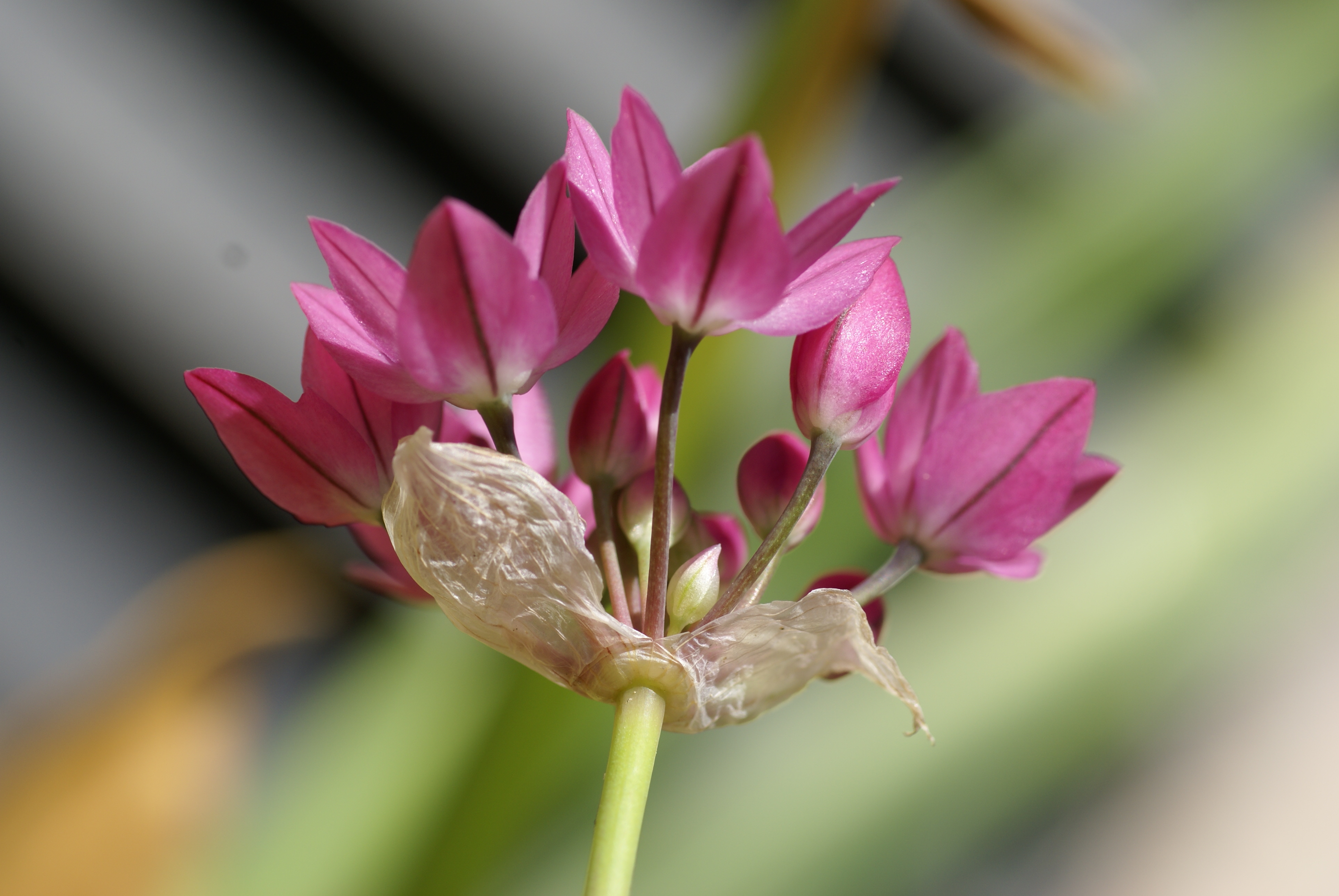
Blütenstand von unten mit zweilappigem Doldenhüllblatt

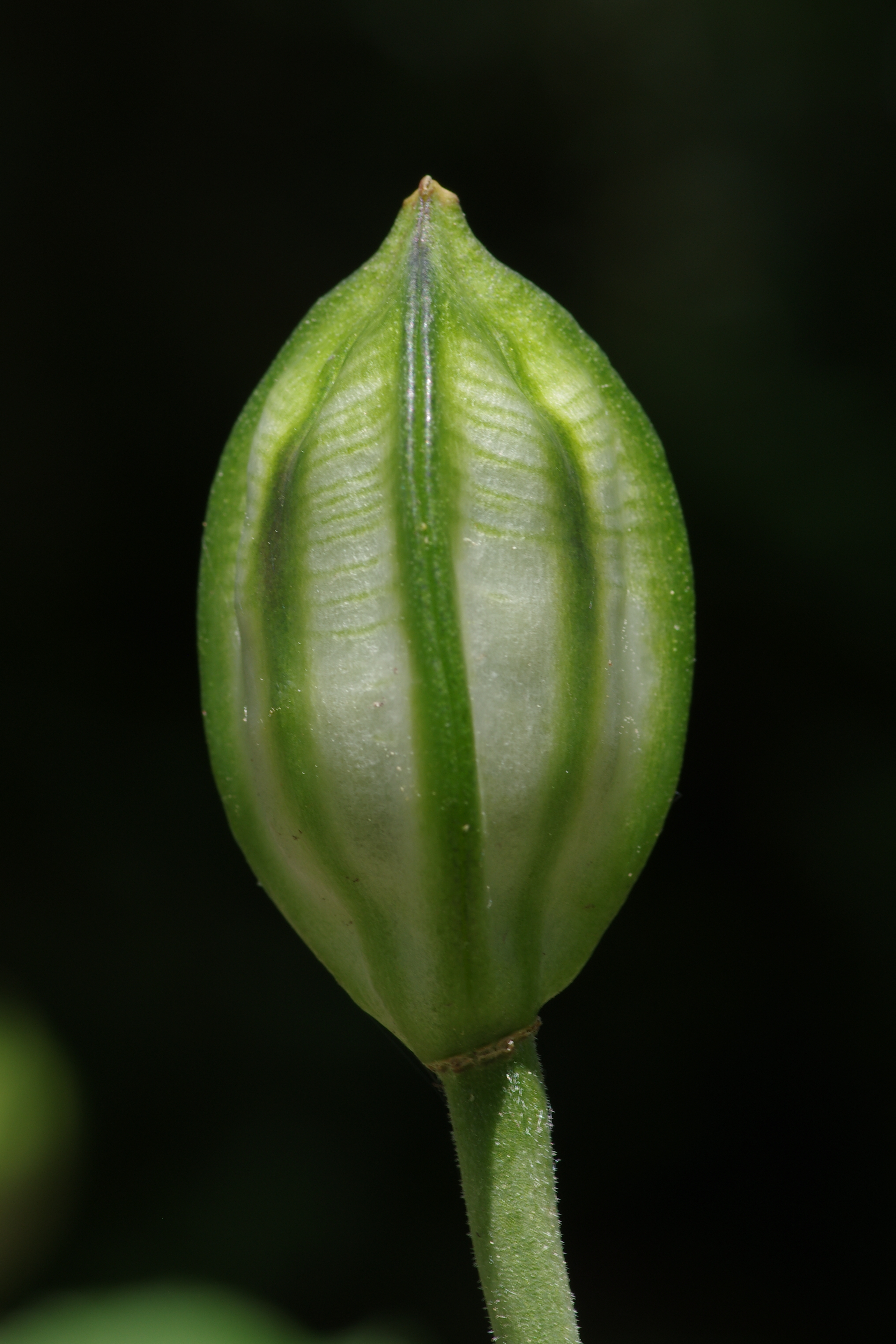
Kapselfrucht

### Vegetative Merkmale
Der Kleine Rosen-Lauch ist eine ausdauernde krautige Pflanze, die Wuchshöhen von 10 bis 20 Zentimeter erreicht. Die eiförmige bis rundliche, 1,5 bis 2 Zentimeter dicke Zwiebel ist von einer grauen, glatten, papierartigen Hülle umgeben. Die zwei grundständigen, flachen, graugrünen Laubblätter sind schmal länglich, länger als der Stängel, und mit kurzen Härchen besetzt. Sie umschließen den stielrunden Stängel nur am Grund in einer Blattscheide.

### Generative Merkmale
Die Blütezeit reicht von Juni bis Juli. Der aufrechte, 10 bis 20 Zentimeter hohe Blütenstandsschaft trägt einen lockeren, halbkugeligen bis kugeligen, doldigen Blütenstand von 4 bis 6 Zentimeter Durchmesser mit 10 bis 15 Blüten, aber ohne Bulbillen. Am Grund des Blütenstandes sitzt ein zwei- oder dreilappiges, manchmal rötliches Hochblatt mit zugespitzten Enden. Die langen Blütenstiele sind doppelt bis viermal so lang wie die Blüten.
Die großen Blüten sind breit glockenförmig. Die elliptischen bis eiförmigen Blütenhüllblätter sind 8 bis 11 Millimeter lang, kräftig rosafarben bis dunkelrot mit dunklem Mittelstreifen und stumpfen oder allmählich verschmälerten Enden. Die Staubblätter sind kürzer als die Blüte und bis zur Hälfte miteinander verwachsen. Die drei Fruchtblätter sind zu einem oberständigen, eiförmigen Fruchtknoten verwachsen, tragen einen kurzen Griffel mit dreilappiger Narbe und bilden eine Kapselfrucht.

### Chromosomensatz
Die Chromosomengrundzahl beträgt x = 8; es tritt Diploidie mit einer Chromosomenzahl von 2n = 16 auf.

## Vorkommen
Der Kleine Rosen-Lauch ist vom Nordosten der Türkei über den Kaukasus und die zentralasiatischen Länder Kasachstan, Usbekistan, Turkmenistan, Kirgisistan, Tadschikistan und Afghanistan bis nach Pakistan und in die chinesische Region Xinjiang verbreitet. Lokale, neophytische Vorkommen gibt es in Deutschland am östlichen Nordrand des Harzes bei Blankenburg.
Der Kleine Rosen-Lauch besiedelt im ursprünglichen Verbreitungsgebiet alpine Schotterhänge, Geröllfelder und Bergsteppen in Höhenlagen bis 3500 Meter.

## Systematik
Die Erstveröffentlichung von Allium oreophilum erfolgte 1831 durch Carl Anton von Meyer in Verzeichniß der Pflanzen, welche während der, auf allerhöchsten Befehl, in den Jahren 1829 und 1830 unternommenen Reise im Caucasus und den Provinzen am westlichen Ufer des Caspischen Meeres gefunden und eingesammelt worden sind, S. 37. Das Artepithetum oreophilum bedeutet „bergliebend“, was sich auf den Lebensraum dieser Art in den Bergen bezieht. Die Art gehört zur einzigen Sektion Porphyroprason Ekberg innerhalb der Untergattung Porphyroprason (Ekberg) R.M.Fritsch in der Gattung Allium L. Synonyme von Allium oreophilum sind Allium ostrowskianum Regel und Allium platystemon Kar. & Kir.

## Verwendung
Der Kleine Rosen-Lauch ist spätestens seit Ende des 19. Jahrhunderts als Zierpflanze in Kultur. Er lässt sich gut in Alpinarien, Steingärten, niedrigen Steppenbepflanzungen und Blumenwiesen integrieren, kommt aber nur in größeren Gruppen gut zur Geltung. Das Laub wird nach der Blüte unansehnlich, so dass Kombinationen mit spät austreibenden, niedrigen Ziergräsern und Stauden sinnvoll sind. Im Handel werden mehrere Sorten angeboten, z. B. ‘Swanenburg’ mit intensiver gefärbten, karmesinroten Blüten und ‘Agalik Giant’ mit magentafarbenen Blüten.
Der Kleine Rosen-Lauch gilt als sehr winterhart bis −34 °C (Zone 4), reagiert aber empfindlich auf Winternässe. Er bevorzugt einen warmen, sonnigen Standort auf humusarmen, gut durchlässigen Böden; optimal sind Schotter- und Kiesböden.